# Sarımehmetler, Sütçüler
Sarımehmetler là một xã thuộc huyện Sütçüler, tỉnh Isparta, Thổ Nhĩ Kỳ. Dân số thời điểm năm 2011 là 445 người.